# أي شيء على الإطلاق
أي شيء على الإطلاق هو فيلم حركة تم إنتاجه في المملكة المتحدة وصدر في سنة 2015. من بطولة سايمون بيج وكيت بيكينسيل وروب ريجل وإدي آيزارد وجوانا لوملي.

## القصة
تدور أحداث الفيلم في إطار كوميدي حول الشاب يدعى نيل كلارك يعمل في مجال التدريس، والذي يصبح لاحقا لعبة حية لمجموعة من الكائيات الفضائية غريبة الأطوار، والذين يقومون بإجراء تجربة عليه عن طريق إعطائه القدرة على فعل أي شيء يرغب فيه على الإطلاق، ليروا إن كان سيستخدم قوته في الخير أم في الشر.

## وصلات خارجية
- أي شيء على الإطلاق على موقع IMDb (الإنجليزية)
- أي شيء على الإطلاق على موقع ميتاكريتيك (الإنجليزية)
- أي شيء على الإطلاق على موقع روتن توميتوز (الإنجليزية)
- أي شيء على الإطلاق على موقع قاعدة بيانات الأفلام العربية
- أي شيء على الإطلاق على موقع ألو سيني (الفرنسية)
- أي شيء على الإطلاق على موقع أول موفي (الإنجليزية)
- أي شيء على الإطلاق على موقع بوكس أوفيس موجو (الإنجليزية)
- أي شيء على الإطلاق على موقع فيلمافينيتي (الإسبانية)
- أي شيء على الإطلاق على موقع قاعدة بيانات الفيلم (الإنجليزية)
- أي شيء على الإطلاق على موقع ليتربوكسد (الإنجليزية)